# Andrea Bulgaro
Andrea Bulgaro (1359 - ?) fue un diplomático y poeta italiano de la República de Génova. A su nombre se le añadió el apellido De Franchi después que ingresó al albergue homónimo alrededor de 1415.

## Biografía
Nacido alrededor de 1359 al interior de una familia noble de güelfos, fue una figura importante en el panorama de la sociedad genovesa durante el periodo comprendido entre los siglos XIV y XV.
Se convirtió en «Anziano» de la comuna en 1390, siendo diplomático y embajador de Carlos VI de Francia en 1399, que en ese momento era señor de Génova.
En 1409 fue llamado como testigo en el juicio celebrado en Pisa contra el antipapa Benedicto XIII de Aviñón. Posteriormente en 1412, estuvo en Roma y, desde 1415, en su Génova natal, instalándose en el albergue De Franchi con su familia, que se cambió al partido gibelino.
También fue médico al servicio del arzobispo humanista Pileo de Marini en el primer tercio del siglo XV, quien tomó como favorito a su hijo Marco, canónigo y rector de la catedral de San Lorenzo desde 1424.
Bulgaro incursionó en la poesía, escribiendo en lengua italiana. Sus poemas fueron dedicados a personalidades locales o a acontecimientos históricos relacionados con la capital de Liguria. En una composición de 1425, menciona por primera vez la existencia del vino Rossese.